# Patrimoni dell'umanità di Cipro
I patrimoni dell'umanità di Cipro sono i siti dichiarati dall'UNESCO come patrimonio dell'umanità a Cipro, che è divenuto parte contraente della Convenzione sul patrimonio dell'umanità il 14 agosto 1975.
Al 2020 i siti iscritti nella Lista dei patrimoni dell'umanità sono tre, mentre undici sono le candidature per nuove iscrizioni. Il primo sito iscritto nella lista è stato nel 1980 Pafo, durante la quarta sessione del comitato del patrimonio mondiale. Cinque anni dopo, nella nona sessione, le Chiese dipinte nella regione dei monti Troodos sono divenute il secondo sito cipriota riconosciuto dall'UNESCO, poi ampliato nel 2001. Il terzo patrimonio è Choirokoitia, incluso nella lista nel 1998 dalla ventiduesima sessione del comitato. Tutti i siti sono considerati culturali, secondo i criteri di selezione.

## Siti del Patrimonio mondiale
| Foto | Sito                                           | Luogo                                       | Tipo                         | Anno      | Descrizione |
| ---- | ---------------------------------------------- | ------------------------------------------- | ---------------------------- | --------- | --- |
|      | Pafo                                           | Pafo                                        | Culturale (79; iii, vi)      | 1980      | Pafo, antica città portuale all'estremità occidentale di Cipro, era nota per la presenza di un santuario dedicato ad Afrodite, che secondo la mitologia greca era nata qui. All'epoca dell'Impero romano Pafo era la capitale dell'isola; vestigia di quel passato restano nelle rovine del Palazzo del Governatore, abbellito da splendidi mosaici, considerati tra i più belli del mondo. |
|      | Chiese dipinte nella regione dei monti Troodos | Distretto di Limassol, Distretto di Nicosia | Culturale (351; ii, iii, iv) | 1985-2001 | Si tratta di 10 edifici (nove chiese ed un monastero) costruiti in epoca bizantina, tra l'XI e il XVI secolo, e disseminati nella catena montuosa dei Monti Troodos, che occupa gran parte della superficie dell'isola. Fra le vette delle montagne, vennero erette nel corso dei secoli alcune chiese e monasteri, quasi tutti decorati con affreschi che ben rappresentano l'evoluzione pittorica nella cultura di Cipro. |
|      | Choirokoitia                                   | Distretto di Larnaca                        | Culturale (848; ii, iii, iv) | 1998      | Il sito risale al Neolitico ed è uno dei più importanti del Mediterraneo orientale. L'insediamento si trova sul pendio di una collina nella valle del fiume Maroni, a circa 6 chilometri dalla costa meridionale di Cipro. Gli antichi abitanti praticavano un'antica forma di agricoltura e allevamento di sussistenza. Si tratta di un villaggio "chiuso", tagliato fuori dal mondo esterno per mezzo di grandi mura di pietra (spesse fino a due metri e mezzo e alte fino a tre metri), che lo circondavano su ogni lato tranne che dalla parte del fiume. Modifiche minori ai confini del sito sono state apportate nel 2012. |

## Siti candidati
| Foto | Sito | Luogo       | Tipo                                 | Anno       | Descrizione |
| ---- | --- | ----------- | ------------------------------------ | ---------- | --- |
|      | Chiesa di Panayia Chrysokourdaliotissa, Kourdali (estensione del sito Chiese dipinte nella regione dei monti Troodos) | Spilia      | Culturale (1672; ii, iii, iv)        | 04/02/2002 | La chiesa a tre navate, separate da arcate lignee, conserva notevoli dipinti dell'inizio del XVI secolo che seguono un'iconografia e uno stile italo-bizantino. La sua iconostasi lignea è un ottimo esempio di arte del XVI secolo. |
|      | Insediamento rurale di Fikardou                                                                                       | Fikardou    | Culturale (1673; ii, iii, iv, v)     | 04/02/2002 | Fikardou è un eccellente esempio di insediamento di montagna tradizionale, che ha mantenuto la sua forma a erchitettura del XVIII e XIX secolo, oltre al suo ambiente naturale. La principale qualità estetica è costituita dall'integrità e autenticità del villaggio, perfettamente in armonia con il paesaggio rurale circostante. |
|      | Mathiatis sud | Mathiatis   | Misto (1674)                         | 04/02/2002 | Questo sito fa parte dell'ofiolite dei Troodos, un frammento assai ben preservato di crosta oceanica di 90 milioni di anni fa. Si tratta di un ottimo esempio di deposito di solfuro, in cui la parte superiore ossidata non è andata distrutta. Antiche gallerie e accessi di epoca romana sono conservati nelle mura del pozzo aperto, così come le varie "ocre" della zona di cappellaccio. |
|      | Kionia |             | Naturale (1675; viii, ix)            | 04/02/2002 | Questo sito fa parte dell'ofiolite dei Troodos, un frammento assai ben preservato di crosta oceanica di 90 milioni di anni fa. In una sezione stradale la stratificazione della crosta oceanica è magnificamente esposta; ciò permette di studiare i processi effusivi e l'alterazione idrotermale di questa parte di crosta oceanica. |
|      | Chandria | Chandria    | Naturale (1676; viii, ix)            | 04/02/2002 | Questo sito fa parte dell'ofiolite dei Troodos, un frammento assai ben preservato di crosta oceanica di 90 milioni di anni fa. Ancora più in profondità nella crosta oceanica (strato 2b) questo è un chiaro esempio di processi magmatici a questo livello e una dimostrazione dell'esistenza di piccole camere multiple di magma a diffusione e creste. |
|      | Troodos, Monte Olimpo                                                                                                 | Platres     | Naturale (1677; viii, ix)            | 04/02/2002 | Questo sito fa parte dell'ofiolite dei Troodos, un frammento assai ben preservato di crosta oceanica di 90 milioni di anni fa. Questo è un sito in cui la parte inferiore della sequenza oceanica della crosta e del mantello superiore sono ben esposte e dove i processi della crosta e del mantello inferiori possono essere studiati e dimostrati. |
|      | Ponte di Malounta | Malounta    | Naturale (1678; viii, ix)            | 04/02/2002 | Questo sito fa parte dell'ofiolite dei Troodos, un frammento assai ben preservato di crosta oceanica di 90 milioni di anni fa. Gli affioramenti rocciosi lungo le pareti del canyon Akaki e il suo affluente forniscono eccellenti esempi sia di lava che di strutture nella parte superiore della crosta oceanica. |
|      | Ponte di Klirou | Klirou      | Naturale (1679; viii, ix)            | 04/02/2002 | Questo sito fa parte dell'ofiolite dei Troodos, un frammento assai ben preservato di crosta oceanica di 90 milioni di anni fa. Circa 600 m sotto il ponte di Malounda, questo sito fornisce un eccellente esempio di come avviene la diffusione del fondale marino con sciami di dicchi che mostrano l'intrusione di dicchi tra schermi di lava. |
|      | Santi Barnaba e Ilario a Peristerona (chiese a cinque cupole)                                                         | Peristerona | Culturale (1874; ii, iii, iv)        | 02/02/2004 | La chiesa, costruita in epoca bizantina, ha cinque cupole sul tetto disposte a forma di croce, una caratteristica che si vede solo su un'altra chiesa dell'isola. |
|      | Chiesa di Panagia Angeloktistis                                                                                       | Kiti        | Culturale (5987; i, ii, iii, iv, vi) | 09/02/2015 | La chiesa di Panagia Aggeloktisti è a pianta quadrata con una cupola. La chiesa, così com'è oggi, risale all'XI secolo ed è stata costruita sulle rovine di una basilica paleocristiana del V secolo, il cui synthronon semicircolare sopravvive nel bema dietro l'altare della chiesa attuale. La chiesa di Panagia Aggeloktisti conserva una superba decorazione che risale a periodi diversi, tra cui l'unico mosaico murale del VI secolo sopra l'abside del santuario; questo mosaico, considerato anche uno dei più significativi mosaici murali dell'arte paleocristiana, raffigura la Vergine in piedi su uno sfondo dorato, con in braccio Gesù Bambino, con gli Arcangeli Michele e Gabriele su entrambi i lati. Questo è l'unico mosaico murale che è sopravvissuto fino ai giorni nostri a Cipro. La chiesa è anche decorata con dipinti murali dell'XI secolo, un'iconostasi in legno del XVI secolo e ha anche icone che vanno dal XIII al XIX secolo, tutte di importanza storica. Questi suggeriscono le connessioni diacroniche artistiche e religiose di Cipro con il mondo bizantino, l'assimilazione di elementi artistici di diverse culture (ad esempio bizantina e franca) e l'importanza diacronica della chiesa già nell'antichità. |
|      | Hala Sultan Tekke e complesso del Lago salato di Larnaca                                                              | Larnaca     | Misto (6084; iii, iv, vi, ix, x)     | 08/02/2016 | Il sito, situato nel distretto di Larnaca, comprende un complesso del lago salato costiero e il cosiddetto Hala Sultan Tekke, una moschea di grande importanza per il mondo musulmano. Il sito include anche un insediamento preistorico, che suggerisce l'abitazione diacronica della regione e l'assimilazione nel tempo di diversi tratti culturali. La zona umida comprende estese comunità alofite sulle rive dei laghi e nelle aree tra i laghi e il mare. A parte il loro significato naturale, i laghi hanno svolto un importante ruolo economico in passato, poiché sono stati sfruttati per il loro sale dal periodo romano a quello moderno. Il sito è importante anche per la sua associazione con la tradizione musulmana, evidenziata nell'Hala Sultan Tekke, un monumento legato alla prima invasione dell'isola da parte degli arabi nel 647 d.C., quindi riflettendo le interazioni interculturali che hanno avuto luogo durante quel periodo tra Cipro e l'Oriente. Hala Sultan Tekke è senza dubbio un esempio rappresentativo di architettura ottomana e conserva raffinati esempi di calligrafia di vari periodi. |